# Gabelschwanz-Blauauge
Das Gabelschwanz-Blauauge (Pseudomugil furcatus, Syn.: Popondichthys furcatus), auch Gabelschwanz-Regenbogenfisch genannt, gehört zur Familie der Blauaugen, die früher als Unterfamilie zu den Regenbogenfischen gestellt wurden. Seine Durchschnittsgröße beträgt 4,5 bis 6 cm.

## Kennzeichnung
Die Fische der Gattung zeigen deutlich ausgeprägten Geschlechtsdimorphismus. Die langgestreckten, gelblich-transparenten Gabelschwanz-Blauaugen weisen eine Körperlänge von 5 bis 6 cm auf, die Weibchen bleiben etwas kleiner. Neben den auffälligen blauen Augen sind die gelben Flossen und die gelb-orangefarbene Brust typische Kennzeichen. Die gelbliche Schwanzflosse mit äußeren, schwarzen Streifen ist für Blauaugen relativ stark gegabelt. Die Männchen können ab einem Lebensalter von einem halben Jahr aufgrund ihrer intensiveren Färbung und der verlängerten Rückenflosse leicht von den Weibchen unterschieden werden.
Das Gabelschwanz-Blauauge wird oft mit der eng verwandten Art Pseudomugil connieae verwechselt, unterscheidet sich aber von dieser u. a. durch die schwarz gesäumte Schwanzflosse.

## Vorkommen
Die Art ist südöstlich der Stadt Popondetta in den Küstenebenen und dem anschließenden Tiefland Papua-Neuguineas zwischen Dyke Ackland Bay und Collingwood Bay heimisch. Das Gabelschwanz-Blauauge wurde ursprünglich in einem Zufluss des Kwagira (Kwagila) River im östlichen Papua-Neuguinea entdeckt. In Safia, im Tal des Musa River wurden sie relativ häufig in kleinen, klaren Regenwaldbächen aufgefunden. Sie bevorzugen moderat fließende Gewässer mit Temperaturen von 24 bis 28,5 °C und pH-Werten von 7,0 bis 8,0 mit üppiger Unterwasservegetation.

## Systematik

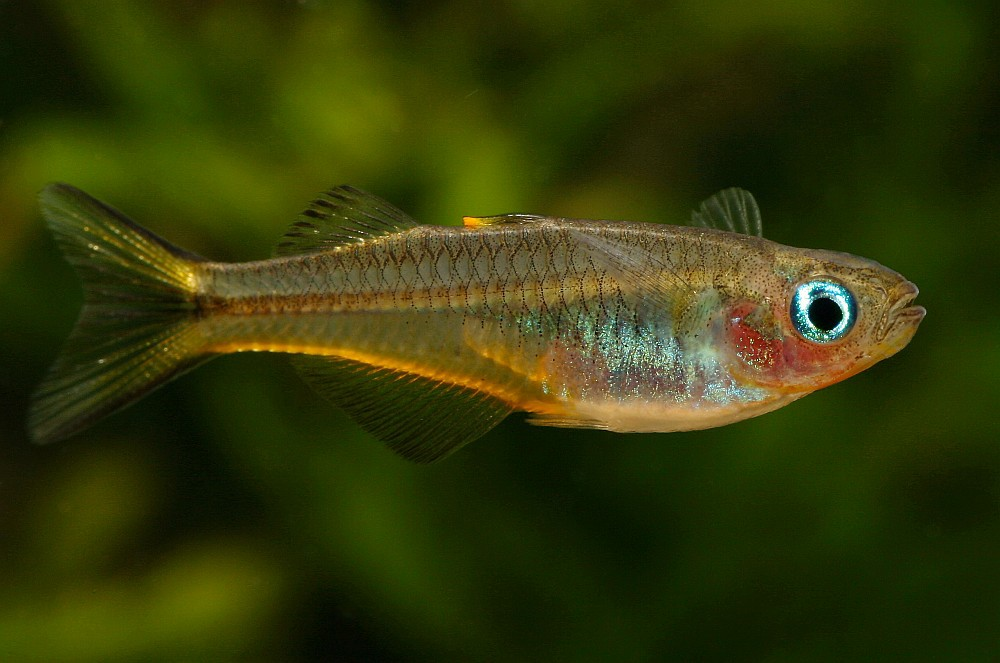
Weibchen

Die Art wurde zuerst von Hobart M. Van Deusen während der 4. Archbold-Expedition in Neuguinea am 24. August 1953 gesammelt und 1955 von Nichols als Pseudomugil furcatus beschrieben. In einer Überarbeitung der Familie der Regenbogenfische 1980 wurden sie von der Gattung Pseudomugil getrennt und in die neue Gattung Popondetta gestellt. Da der Name schon für eine Käfergattung verwendet wurde, musste der Gattungsname 1987 in Popondichthys geändert werden. Nach einer erneuten Revision der Familie der Blauaugen 1989 werden sie heute wieder unter ihrem ursprünglichen Namen geführt.

## Im Aquarium
Das Gabelschwanz-Blauauge ist einfach im Aquarium zu halten und zu vermehren. Es fühlt sich wohl bei Temperaturen zwischen 23 und 26 °C und benötigt einen pH-Wert zwischen 7 und 8 bei mittelhartem Wasser. Aufgrund ihrer Schwimmfreudigkeit sollte das Aquarium mindestens 60 – besser 100 Liter Wasser fassen. Es sollte immer eine Gruppe ab etwa sechs bis zehn Individuen gehalten werden.
Die Weibchen der Gabelschwanz-Blauaugen legen bei guter Fütterung mit Frost- bzw. Lebendfutter täglich wenige, mit Haftfäden versehene Eier an Pflanzen oder im Kies ab. Die Jungfische schlüpfen nach zwei bis drei Wochen. Sie sollten von den Eltern getrennt werden, da diese ihren Nachwuchs fressen. Die Jungtiere können mit Infusorien, Artemia-Nauplien oder Staubfutter aufgezogen werden.